# Burramys
Burramys é um gênero de marsupial da família Burramyidae.

## Espécies
- Burramys parvus Broom, 1896
- †Burramys wakefieldi Pledge, 1967
- †Burramys tridactylus Turnbull, Rich e Lundelius, 1987
- †Burramys brutyi Brammall e Archer, 1997